# Courtier en agriculture
Vous pouvez aider à l'améliorer ou bien discuter des problèmes sur sa page de discussion.
- Il peut contenir un travail inédit ou des déclarations non vérifiées. Vous pouvez l’améliorer en ajoutant des références. (Marqué depuis janvier 2022)

Vous pouvez aider à l'améliorer ou bien discuter des problèmes sur sa page de discussion.
- Il ne cite pas suffisamment ses sources. Vous pouvez indiquer les passages à sourcer avec {{référence nécessaire}} ou {{Référence souhaitée}}, et inclure les références utiles en les liant aux notes de bas de page. (Marqué depuis décembre 2017)
- Il n’est pas rédigé dans un style encyclopédique. (Marqué depuis décembre 2017)

- Archive Wikiwix
- Bing
- Cairn
- DuckDuckGo
- E. Universalis
- Gallica
- Google
- G. Books
- G. News
- G. Scholar
- Persée
- Qwant
- (zh) Baidu
- (ru) Yandex
- (wd) trouver des œuvres sur Wikidata

Le courtier en agriculture est une profession qui a pour mission principale la mise en relation et le rapprochement entre un acheteur et un vendeur dans le milieu agricole. 

## Présentation
Le courtier n'est pas partie prenante au contrat. Il s'agit d'un acteur indépendant qui exerce une fonction d'interface ponctuelle.
L’hypothèse centrale d'utilité du recours au courtage est une réduction des coûts de transaction se composant en une réduction des coûts de collecte de l’information, et des coûts de transaction. Le recours au courtier permet une réduction des coûts associés à la dispersion de l’offre, des coûts de négociation liés à une divergence d’intérêt de cocontractants et apporte une garantie de réalisation de la transaction.
Dans le cas de l'agriculture, cette profession présente de nombreuses spécialisations. Les plus connues sont celles de « courtier en vin » et de « courtier en céréales », mais on trouve aussi des courtiers dans le secteur de l’élevage, de l’alimentation animale, de la viande, du coton, du foncier, , etc..

## Le métier de courtier en vin
Le courtier en vin est un métier très ancien. En effet, le marché du vin et en particulier le marché du vin en vrac est caractérisé par une atomicité des acteurs. La viticulture étant caractérisée par de petites surfaces et une multitude d’appellations, le marché du vin est constitué de très nombreux viticulteurs et négociants plus ou moins sérieux et surtout plus ou moins solvables (dans un secteur du vin français en pleine crise). D’après l’INRA, le courtier semble donc être la seule solution pour vendre ou acheter un produit. Le courtier est un matchmaker, il ne prend jamais possession du bien, mais il permet à la fois de réduire les couts de transaction, et s’assure de la qualité du produit. 

### Restructuration récente du métier
Le courtage en vin a subi une véritable restructuration depuis les années 1970. Le métier ancestral s’est donc modernisé et adapté à un nouveau marché. Le nombre de négociants a fortement chuté en 30 ans, et bon nombre d’entre eux se sont associés. Ils sont passés d’échanges locaux à des échanges au niveau départemental, régional et pour les plus importants au marché mondial. Ils ont diversifié leurs partenaires en facilitant parfois les échanges entre viticulteurs et les négoces embouteilleurs et  la grande distribution, ils sont donc à l’origine de la suppression de nombreux intermédiaires du marché.

### Légitimité du métier
Les courtiers ont su se rendre indispensables et représentent par exemple pour le marché du vrac près de 60 % des échanges. La connaissance du marché et les informations précises sur ses clients assurent aux cocontractants une certaine sécurité tant sur la qualité que sur le sérieux du partenaire. Le courtier intervient principalement dans les échanges viticulteur/négociants et négociant/acheteur. Cependant les courtiers sont remis en cause par certains agents du secteur viticole, mais ces critiques viennent souvent de gros producteurs ou de grandes appellations qui trouvent facilement des acheteurs, ce qui n’est pas le cas de tous les viticulteurs. 
Le courtier est donc censé être une personne de confiance, garantissant qualité et sérieux. Cependant, la profession de courtage en vin a été touchée dans les années 2000 par de nombreuses escroqueries. Les courtiers ont perdu de leur crédibilité auprès de leurs clients. 

### Mise en place d'une certification
Face aux problèmes d'escroquerie, la fédération nationale des courtiers en vin revendiquant plus 400 adhérents a décidé de mettre en place un cahier des charges à la profession pour s’assurer du professionnalisme des courtiers. Ils ont d’abord recherché les attentes des principaux clients : viticulteurs et distributeurs. Ils ont mis en place un code de déontologie et de bonne conduite des contrats par le courtier, par exemple s’assurer de la solvabilité des acteurs, de la qualité et de la bonne conduite cultural du vin.
Ils ont mis en place un mode certification des courtiers, avec une formation régulièrement mis à jour, mais surtout adapté pour chaque bassin de production. En effet chaque zone viticole a des techniques culturales et des façons de négocier différentes (opposition entre le marché du Languedoc un marché saturé en offre et le Champagne en croissance constante de la demande). 
La formation est de 6 mois, et est validée par le passage devant un jury d’examen. L’examen est constitué d’un exposé oral sur le stage réalisé chez un courtier, et bien sûr sur les connaissances œnologiques et de droit commercial du candidat. 